# دلیفرنس
دلیفرنس (انگلیسی: Délifrance) شرکت صنایع غذایی فرانسوی است، که در سال ۱۹۸۳ تأسیس شد.